# Marmota himalayana
Marmota himalayana là một loài động vật có vú trong họ Sóc, bộ Gặm nhấm. Loài này được Hodgson mô tả năm 1841.
Loài macmot Himalaya này được tìm thấy ở vùng đồng cỏ núi cao khắp dãy Himalaya và cao nguyên Tây Tạng ở độ cao từ 3.500 đến 5.200 m (11.500 đến 17.100 ft). Chúng sinh sống ở các quần thể và hang sâu mà các thành viên của đàn dùng chung trong quá trình ngủ đông.
Chúng có kích thước bằng mèo nhà lớn. Loài này có liên quan chặt chẽ với các ngân thử, các sóc hoa râm và các loại sóc vàng bụng. Loài này có bộ lông sôcôla nâu tối tương phản với các bản vá lỗi màu vàng trên mặt và ngực của nó.

## Môi trường sinh sống
Loài macmot này Nó được tìm thấy ở trên tầng cao của dãy Himalaya. Chủ yếu là có thể nhìn thấy ở vùng núi Ladakh ở bang phía Bắc Ấn Độ Jammu và Kashmir và Bhutan. 

## Hình ảnh

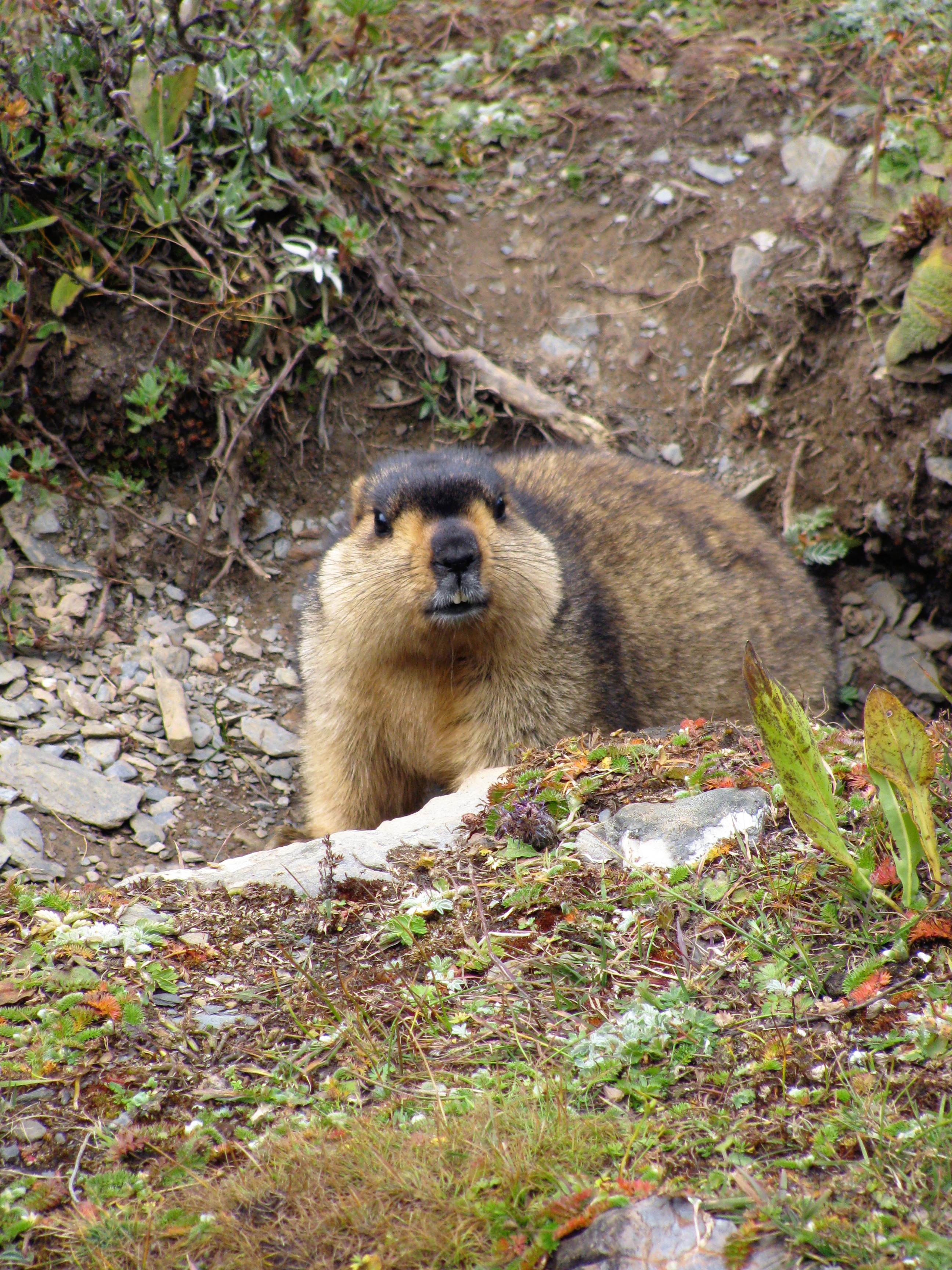
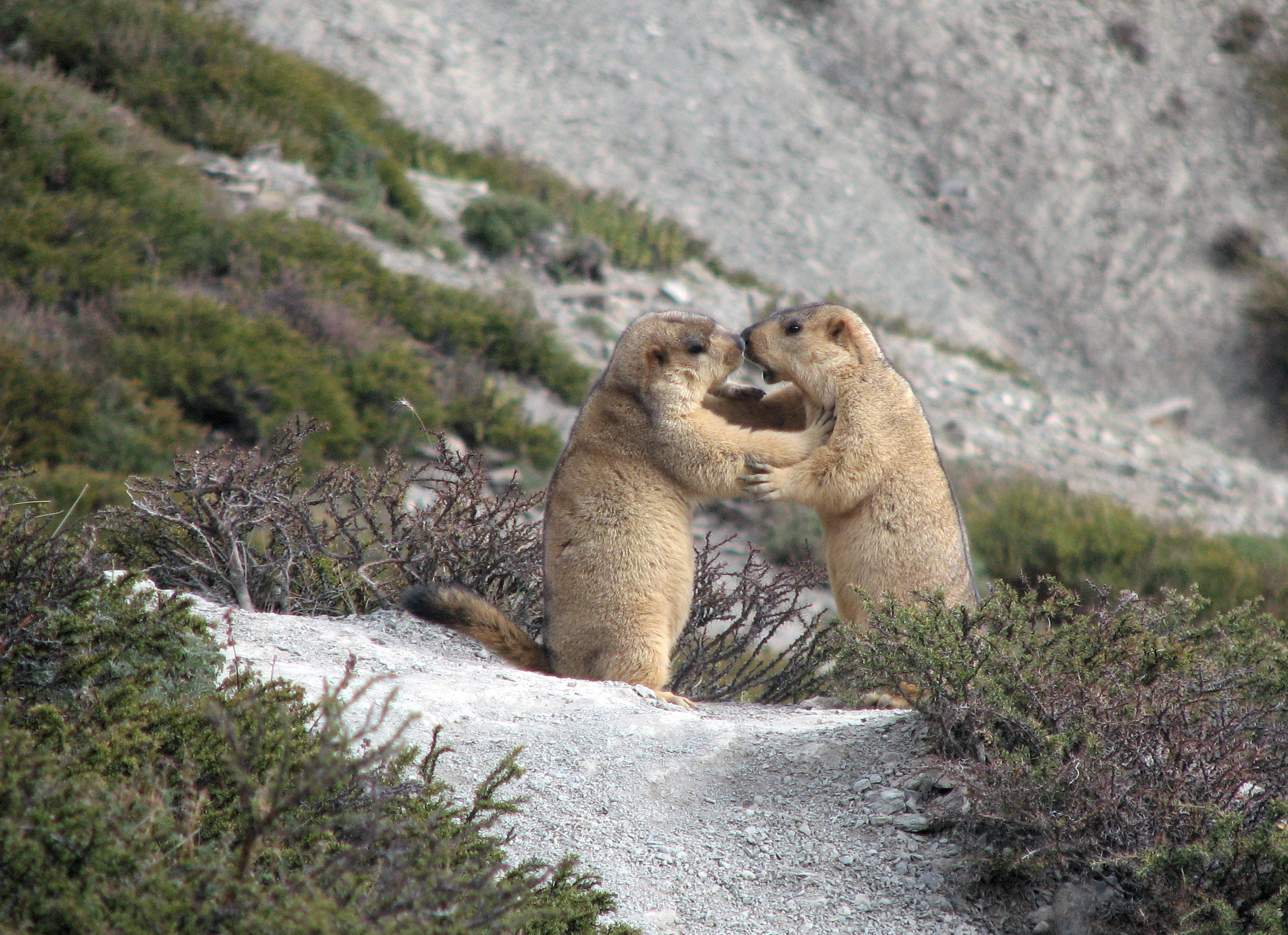
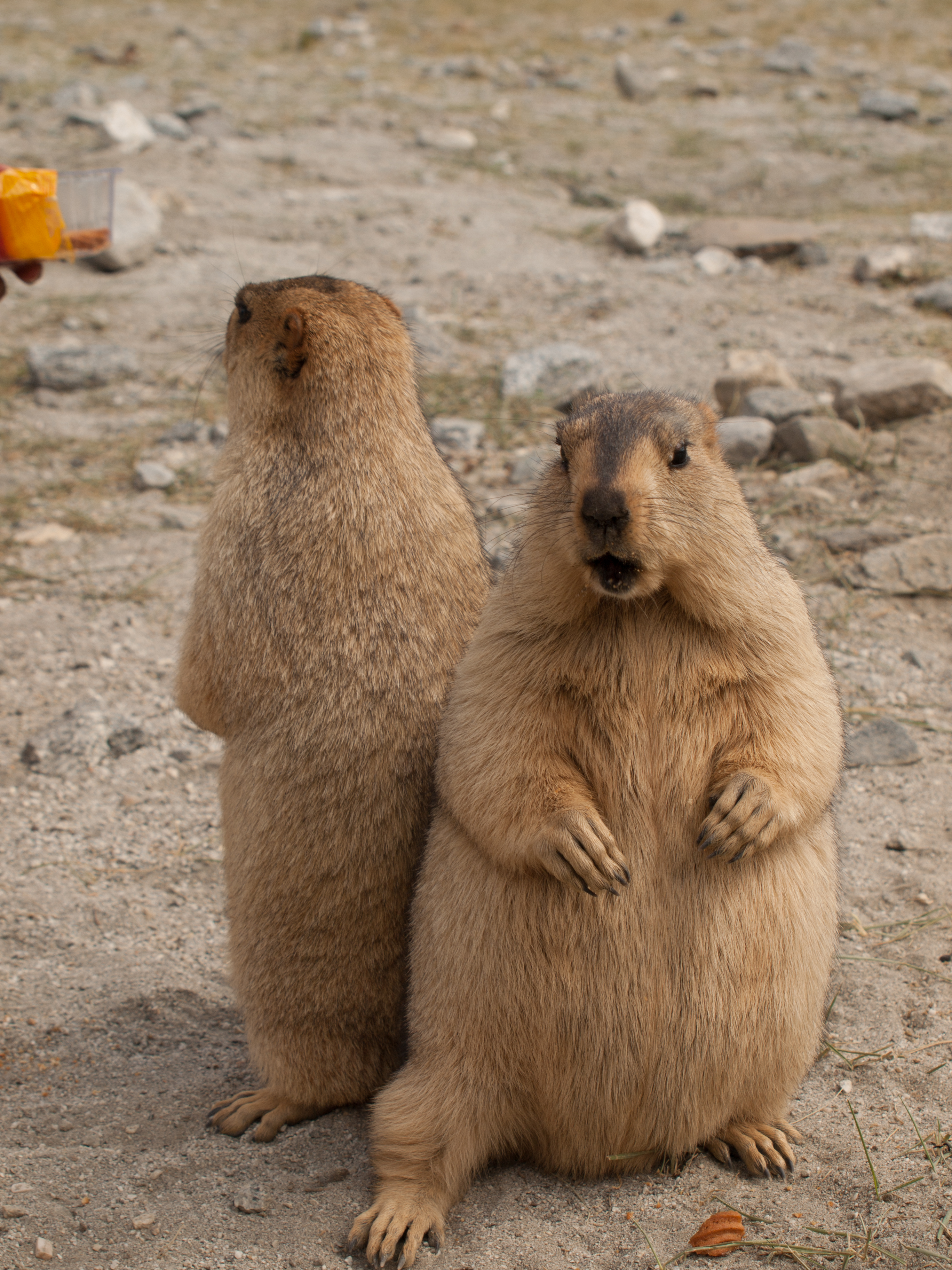
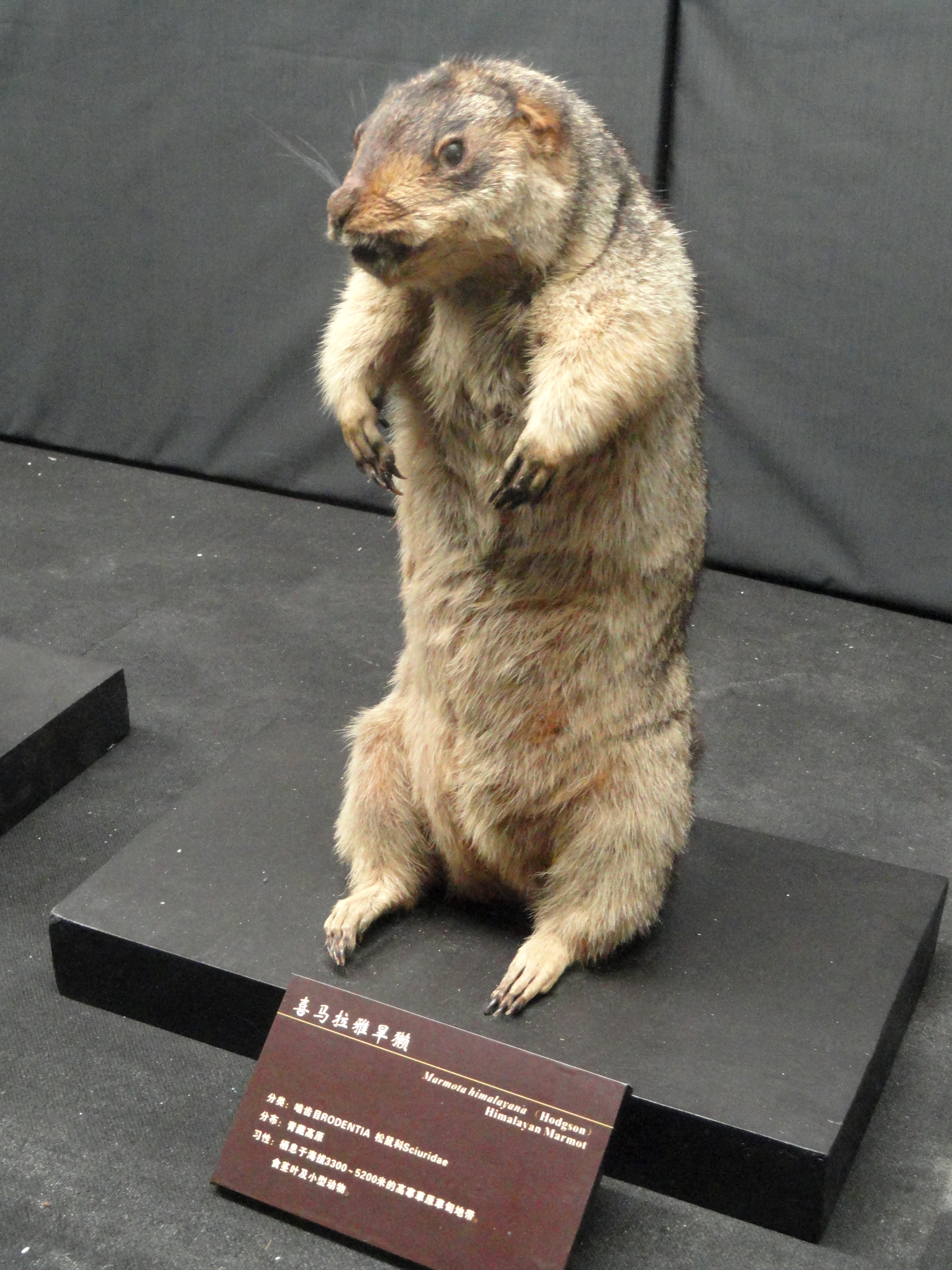